# به تنهایی ایستاده‌ام
به تنهایی ایستاده ام ترانه ای اثر گروه هوی متال گادسمک می باشد که نخست به عنوان تک‌آهنگ برای فیلم سینمایی پادشاه عقرب ساخته شد و همچنین این ترانه در آلبوم سوم گروه بی چهره نیز مجدداً انتشار یافت.
این ترانه به عنوان موسیقی کلیپ تبیلغاتی و موسیقی پایانی بازی ویدئویی «شاهزاده ایران: در قلمرو جنگجویان» نیز مورد استفاده قرار گرفت.